# Ștrumfii (1981)
Ștrumfii (engleză The Smurfs) este un serial de televiziune de animație americano-belgian difuzat pe NBC în perioada 12 septembrie 1981–2 decembrie 1989. Produs de Hanna-Barbera Productions, el se bazează pe seria de benzi desenate belgiene cu același titlu, creată de caricaturistul belgian Peyo (care a jucat și rolul de narator al acestei adaptări) și difuzat cu 256 de episoade, excluzând trei episoade cu final cliffhanger și șapte episoade speciale.
În România, serialul a avut premiera pe TVR 1 în 1991 subtritat în română și pe DVD în 2011 dublat în română.

## Voci
- Charlie Adler ca Nat Smurfling, Glut (in "Clumsy's Cloud"), The Christmas Thief (în "'Tis the Season to Be Smurfy")
- Jack Angel ca Enchanter Homnibus, voci adiționale
- Marlene Aragon ca voci adiționale
- Bob Arbogast ca voci adiționale
- Lewis Arquette ca voci adiționale
- René Auberjonois ca voci adiționale
- Jered Barclay ca voci adiționale
- Bernard Behrens ca voci adiționale
- Michael Bell ca Grouchy Smurf, Handy Smurf, Painter Smurf (în "The Hundredth Smurf"), Lazy Smurf, Johan, Gargamel (sezonul 9), voci adiționale
- Gregg Berger ca voci adiționale
- Lucille Bliss ca Smurfette
- Susan Blu ca Nanny Smurf, Pansy
- Sorrell Booke ca voci adiționale
- Peter Brooks ca voci adiționale
- Greg Burson ca voci adiționale
- Ruth Buzzi ca voci adiționale
- William Callaway ca Clumsy Smurf, Painter Smurf, Additional voices
- Joey Camen ca Natural Smurf (formă de adult)
- Hamilton Camp ca Greedy Smurf, Harmony Smurf, Woody, Slag the Wartmonger Jester, voci adiționale
- Roger C. Carmel ca voci adiționale
- Victoria Carroll ca voci adiționale
- Mary Jo Catlett ca Madame Hildegarde (în "Stop and Go Smurfs")
- William Christopher ca Angel Smurf
- Philip L. Clarke ca voci adiționale
- Selette Cole ca voci adiționale
- Townsend Coleman ca voci adiționale
- Henry Corden ca Drako (în "The Magic Fountain")
- Regis Cordic ca voci adiționale
- Peter Cullen ca Zeus (în "The Smurf Odyssey"), Gluttonous the Gourmet (în "A Fish Called Snappy"), voci adiționale
- Brian Cummings ca voci adiționale
- Jim Cummings ca Sultan of Sweets (în "Sky High Surprise")
- Keene Curtis ca voci adiționale
- Les Tremayne ca Gustav (în "'Tis the Season to Be Smurfy")
- Jennifer Darling ca Princess Sabina, voci adiționale
- Leo De Lyon ca voci adiționale
- Barry Dennen ca voci adiționale
- Bronwen Denton-Davis ca voci adiționale
- Patti Deutsch ca Bignose, voci adiționale
- Walker Edmiston ca voci adiționale
- Marshall Efron ca Sloppy Smurf
- Paul Eiding ca voci adiționale
- Dick Erdman ca voci adiționale
- Bernard Erhard ca Timber Smurf
- June Foray ca Jokey Smurf, Mother Nature, mama lui Gargamel, voci adiționale
- Pat Fraley ca Tuffy Smurf, voci adiționale
- Teresa Ganzel ca voci adiționale
- Linda Gary ca Dame Barbara, Chlorhydris (toate episoadele cu excepția specialului "My Smurfy Valentine")
- Dick Gautier ca Wooly Smurf
- Joan Gerber ca Priscilla (în "The Tear of a Smurf"), Gowagga Puppet (în "Snappy's Puppet"), voci adiționale
- Henry Gibson ca voci adiționale
- Ed Gilbert ca voci adiționale
- Patty Glick ca voci adiționale
- Danny Goldman ca voci adiționale
- Barry Gordon ca Gamemaster (în "The Grouchiest Game in Town"), voci adiționale
- Joy Grdnic ca voci adiționale
- Ernest Harada ca voci adiționale
- Phil Hartman ca voci adiționale
- Bob Holt ca Good King
- Jerry Houser ca Ripple (în "The Smurflings' Unsmurfy Friend"), Tebuli the Genie (în "The Clumsy Genie"), voci adiționale
- John Ingle ca voci adiționale
- Robert Ito ca voci adiționale
- Tony Jay ca Merlin (în "The Smurfs of the Round Table")
- Arte Johnson ca Devil Smurf
- Marvin Kaplan ca Gourdy (în "Farmer's Genii", "The Tallest Smurf" și "Master Scruple")
- Zale Kessler ca voci adiționale
- Aron Kincaid ca voci adiționale
- Kip King ca Tailor Smurf
- Paul Kirby ca voci adiționale
- Clyde Kusatsu ca voci adiționale
- Robbie Lee ca voci adiționale
- Ruta Lee ca Evelyn (în "Gargamel's Sweetheart"), Morgan le Fay (în "The Smurfs of the Round Table")
- Katie Leigh ca Denisa (în "A Smurf for Denisa", "Denisa's Greedy Doll" și "Denisa's Slumber Party")
- Michael Lembeck ca voci adiționale
- Marilyn Lightstone ca voci adiționale
- Keye Luke ca voci adiționale
- Allan Lurie ca voci adiționale
- Jim MacGeorge ca voci adiționale
- Norma MacMillan ca Brenda (în "The Littlest Witch")
- Tress MacNeille ca Sylvia (în "The Smurf Oddysey"), voci adiționale
- Patty Maloney ca Blue Eyes (în "The Little Orange Horse with the Gold Shoes")
- Danny Mann ca voci adiționale
- Kenneth Mars ca King Bullrush, Julius Geezer (în "Gnoman Holiday"), voci adiționale
- Mona Marshall ca Weepy Smurf, Flowerbell (în "Papa's Wedding Day"), Andria (în "Wedding Bells for Gargamel")
- Amanda McBroom ca Chlorhydris (în specialul "My Smurfy Valentine"), voci adiționale
- Chuck McCann ca voci adiționale
- Julie McWhirter ca Baby Smurf, Sassette Smurfling
- Allan Melvin ca Dufus the Giant (în "Gargamel's Giant"), voci adiționale
- Don Messick ca Papa Smurf, Azrael, Dreamy Smurf, Chitter the Squirrel, Sickly Smurf, Sweepy Smurf, voci adiționale
- Sidney Miller ca voci adiționale
- Larry Moss ca voci adiționale
- Janice Motoike ca voci adiționale
- Pat Musick ca Snappy Smurfling
- Frank Nelson ca Nosey Smurf, voci adiționale
- Noelle North ca Slouchy Smurfling
- Alan Oppenheimer ca Vanity Smurf, Father Time, voci adiționale
- Patricia Parris ca Acorn
- Rob Paulsen ca Marco Smurf, voci adiționale
- Clare Peck ca voci adiționale
- Diane Pershing ca voci adiționale
- Patrick Pinney ca voci adiționale
- Henry Polic II ca Tracker Smurf, Keswick (în "Legendary Smurfs"), voci adiționale
- Philip Proctor ca King Gerard
- Clive Revill ca voci adiționale
- Robert Ridgely ca voci adiționale
- Neil Ross ca voci adiționale
- Joe Ruskin ca voci adiționale
- Will Ryan ca Slime the Wartmonger, Anton (în "Legendary Smurfs")
- Michael Rye ca Morlock (în "The Prince and the Hopper" și "Gargamel's New Job"), voci adiționale
- Robert Sarlatte ca voci adiționale
- Ronnie Schell ca Pushover Smurf, Reporter Smurf, Jokey Smurf (în "The Smurfette", "Vanity Fare" și "The Astrosmurf"), voci adiționale
- Marilyn Schreffler ca voci adiționale
- Avery Schreiber ca voci adiționale
- Franklin Seales ca voci adiționale
- Susan Silo ca Petaluma (în "Smurfette's Flower"), voci adiționale
- Hal Smith ca Sludge the Wartmonger, voci adiționale
- Kath Soucie as Adella (in "Stop and Go Smurfs"), Ali Baby (in "Sky High Surprise"), Additional voices
- John Stephenson ca Treasure Hunter Imp și Spirit of the Ancient Trolls (în "Smurfette's Dancing Shoes"), voci adiționale
- Kris Stevens as Additional voices
- Alexandra Stoddart ca voci adiționale
- Andre Stojka ca voci adiționale
- Dee Stratton ca voci adiționale
- George Takei ca voci adiționale
- Mark Taylor ca voci adiționale
- Russi Taylor as Smoogle, Brenda (în "Scruple's Sweetheart"), voci adiționale
- Susan Tolsky ca voci adiționale
- Fred Travalena ca voci adiționale
- Marcelo Tubert ca voci adiționale
- Brenda Vaccaro ca Scruple, Architect Smurf
- Janet Waldo ca Hogatha
- Ray Walston ca voci adiționale
- Peggy Walton-Walker ca voci adiționale
- B.J. Ward as Hermes (in "The Smurf Odyssey"), voci adiționale
- Peggy Webber ca Elderberry, Elise (în "'Tis the Season to Be Smurfy")
- Lennie Weinrib ca Bigmouth
- Frank Welker ca Hefty Smurf, Clockwork Smurf, Peewit, Poet Smurf, Puppy, Wild Smurf, Nemesis, Sandman, voci adiționale
- Paul Winchell ca Gargamel (sezoanele 1–8), Flighty Smurf, voci adiționale
- Jonathan Winters ca Grandpa Smurf
- Francine Witkin ca Lady Luck (în "Bad Luck Smurfs")
- Anderson Wong ca voci adiționale
- Michael Wong ca voci adiționale
- Alan Young ca Farmer Smurf, Miner Smurf, Scaredy Smurf, voci adiționale